# آناهیت بگلاریان
آناهید رازمیکی بگلاریان (ارمنی: Անահիտ Ռազմիկի Բեգլարյան؛ انگلیسی: Anahit Beglaryan؛ ۴ سپتامبر ۱۹۶۸) یک دانشمند و استاد اهل ارمنستان است. وی بین سال‌های - تا - میلادی فعالیت می‌کرد.

## زندگی‌نامه
وی در در ایروان به دنیا آمد و از انستیتو دام‌پروری و دام‌پزشکی ایروان (۱۹۹۱–۱۹۸۶) فارغ‌التحصیل شد. وی دختر رازمیک بگلاریان بود. 

## یادداشت
1. ↑  տեխնիկական գիտությունների դոկտոր